# 3M7
3M7 - rakietowy przeciwpancerny pocisk kierowany, skonstruowany w ZSRR w latach 50 XX wieku. 
Wchodził w skład kompleksu rakietowego 2K4 Drakon, który stanowił uzbrojenie czołgu z uzbrojeniem rakietowym (rakietowego niszczyciela czołgów) IT-1.